# PTS Lider Pruszków
PTS Lider Pruszków – polski żeński klub koszykarski z siedzibą w Pruszkowie. W latach 2009–2013 występował w Polskiej Lidze Koszykówki Kobiet. Obecnie zespół rywalizuje w 2 Lidze Kobiet.
Najbardziej znaną wychowanką pruszkowskiego zespołu jest Olivia Tomiałowicz.

## Informacje ogólne[1]
- Pełna nazwa: Pruszkowskie Towarzystwo Sportowe LIDER
- Data założenia: 21.08.2006
- Barwy: żółto-czerwono-niebieskie
- Adres: ul. Bohaterów Warszawy 4, 05-800 Pruszków
- Miejsce rozgrywania spotkań: Hala Znicz ul. Bohaterów Warszawy 4, 05-800 Pruszków
- Pojemność hali: 3500 miejsc
- Prezes zarządu: Rafał Nowakowski

## Sezon po sezonie
| Sezon     | Liga             | Miejsce | Nazwa zespołu                            | Uwagi                                          |
| --------- | ---------------- | ------- | ---------------------------------------- | ---------------------------------------------- |
| 2006/2007 | I Liga Grupa C   | 2       | PTS Lider Pruszków                       |                                                |
| 2007/2008 | I Liga Grupa C   | 2       | PTS Lider Pruszków                       |                                                |
| 2008/2009 | I Liga Centralna | 1       | Nice LIDER Pruszków                      | Awans do PLKK                                  |
| 2009/2010 | PLKK             | 10      | Blachy Pruszyński Lider Pruszków         |                                                |
| 2010/2011 | PLKK             | 5       | PTS Lider, Matizol Lider (od 22 kolejki) |                                                |
| 2011/2012 | PLKK             | 5       | Matizol Lider Pruszków                   |                                                |
| 2012/2013 | PLKK             | 5       | Matizol Lider Pruszków                   |                                                |
| 2013/2014 | -                | -       | PTS Lider Pruszków                       | Zespół nie przystąpił do rozgrywek seniorskich |
| 2014/2015 | 2 Liga Kobiet    | 2       | PTS Lider Pruszków                       | Awans do 1 Ligi Kobiet                         |
| 2015/2016 | 1 Liga Kobiet    | 8       | PTS Lider Pruszków                       |                                                |

## Kadra zespołu w sezonie 2016/17[12]
| Imię i Nazwisko   | Pozycja                    | Kraj   | Wzrost (cm) |
| ----------------- | -------------------------- | ------ | ----------- |
| Agata Jamrozik    | rzucająca                  | Polska | 175         |
| Anna Karasek      | silna skrzydłowa/środkowa  | Polska | 181         |
| Marzena Marciniak | rzucająca/niska skrzydłowa | Polska | 183         |
| Zuzanna Wrzesień  | rozgrywająca/rzucająca     | Polska | 171         |
| Kamila Kowalska   | rzucająca                  | Polska | 173         |
| Małgorzata Murza  | rozgrywająca/rzucająca     | Polska | 170         |
| Monika Bieniek    | skrzydłowa                 | Polska | 182         |
| Alicja Minczewska | rozgrywająca               | Polska | 175         |
| Kinga Milcarz     | rzucająca/niska skrzydłowa | Polska | 175         |
| Daria Doga        | środkowa                   | Polska | 189         |
| Katarzyna Szyller | środkowa                   | Polska | 185         |

### Sztab szkoleniowy
- I trener: Jacek Rybczyński[potrzebny przypis]
- Kierownik drużyny: Rafał Nowakowski[potrzebny przypis]